# ドラゴンブックス
ドラゴンブックスは、講談社が1974年から1975年にかけて刊行していた日本の怪奇系児童書レーベル。全11巻。

## 概要
1970年代に数多く刊行された怪奇系児童書の中でも学研のジュニアチャンピオンコース、立風書房のジャガーバックスと並ぶ「『昭和トンデモ児童書』の3大レーベル」と評されているが、現存数は少なく古書市場では高額で取引されている。2010年1月26日に放送されたテレビ東京『開運!なんでも鑑定団』では、全11冊揃に対して評価額「80万円」と査定された。
2018年から2019年にかけて、復刊ドットコムが講談社の協力により第1巻『吸血鬼百科』と第4巻『悪魔全書』の復刻版を刊行した。

## タイトル一覧
刊行されているタイトルの大半は佐藤有文の著書となっているが、その記述内容には出典が明確でないものや佐藤による創作設定と思われるものも多々含まれていると見られる。
イラストは石原豪人・柳柊二らによるものが多い。
1. 『恐怖と怪奇の世界 吸血鬼百科』（佐藤有文、石原豪人画） 1974
2. 『なぞと怪奇の世界をさぐる ミイラ大百科』（黒岩学了、境木康雄画） 1974
3. 『食糧危機を生き抜くための 飢餓食入門』（寺ノ門栄、EDプロ画） 1974
4. 『きみも悪魔博士になれる 悪魔全書』（佐藤有文、秋吉巒画） 1974
5. 『地球の危機を生き抜くための 生き残り術入門』（志水健太郎、石原豪人画） 1975
6. 『冒険とロマン 世界海賊百科』（武内孝夫、石原豪人画） 1975
7. 『20世紀最後のなぞに挑戦する 四次元ミステリー』（佐藤有文、山田維史画） 1975
8. 『暗黒の帝国を解剖する 秘密結社』（小山内宏、石原豪人画） 1975
9. 『世界の運命をあやつる 陸海空スパイ大戦略』（古谷多津夫、山田維史画） 1975
10. 『心霊界の不思議に挑戦する 霊魂ミステリー』（佐藤有文、石原豪人画） 1975
11. 『幽霊のAからZまでわかる 日本幽霊百科』（佐藤有文、秋吉巒画） 1975

### 復刻版
復刊ドットコムより刊行。
- 『きみも悪魔博士になれる 悪魔全書』復刻版（佐藤有文） 2018年11月初版 ISBN 978-4-8354-5616-4
- 『恐怖と怪奇の世界 吸血鬼百科』復刻版（佐藤有文） 2019年3月初版 ISBN 978-4-8354-5651-5